# Ban Dakkeu
Ban Dakkeu – wieś położona w południowo-wschodnim Laosie, w prowincji Attapu, w dystrykcie Xaysetha.